# La Merlatière
 (février 2010).
Si vous disposez d'ouvrages ou d'articles de référence ou si vous connaissez des sites web de qualité traitant du thème abordé ici, merci de compléter l'article en donnant les références utiles à sa vérifiabilité et en les liant à la section « Notes et références ».
La Merlatière est une commune française située dans le département de la Vendée, en région Pays de la Loire.

## Géographie
Le territoire municipal de La Merlatière s'étend sur 1 504 hectares. L'altitude moyenne de la commune est de 88 mètres, avec des niveaux fluctuant entre 69 et 106 mètres,.
La commune est installée sur le bassin versant de la Boulogne, qui avec ses ruisseaux affluents, forment des vallons peu encaissés.
Une zone de loisirs de 17 ha est implantée sur la commune, avec deux courts de tennis, plusieurs aires de pique-nique et un étang de 7 ha. On y pêche gardons, tanches, carpes, brochets, sandres durant la saison entre mars et octobre. Les promeneurs pourront également découvrir la commune en suivant le sentier pédestre Compère Guilleri  de 11 km (2 h 45).
|                   | Boulogne Essarts-en-Bocage | Les Essarts Essarts-en-Bocage |
| Dompierre-sur-Yon | La Merlatière              |                               |
| La Ferrière       |                            | Saint-Martin-des-Noyers       |

### Climat
Pour des articles plus généraux, voir Climat des Pays de la Loire et Climat de la Vendée.
En 2010, le climat de la commune est de type climat océanique altéré, selon une étude du CNRS s'appuyant sur une série de données couvrant la période 1971-2000. En 2020, Météo-France publie une typologie des climats de la France métropolitaine dans laquelle la commune est exposée à un climat océanique et est dans la région climatique  Bretagne orientale et méridionale, Pays nantais, Vendée, caractérisée par une faible pluviométrie en été et une bonne insolation. 
Pour la période 1971-2000, la température annuelle moyenne est de 11,9 °C, avec une amplitude thermique annuelle de 13,8 °C. Le cumul annuel moyen de précipitations est de 856 mm, avec 12,6 jours de précipitations en janvier et 6,7 jours en juillet. Pour la période 1991-2020, la température moyenne annuelle observée sur la station météorologique de Météo-France la plus proche, « St-Fulgent_sapc », sur la commune de Saint-Fulgent à 13 km à vol d'oiseau, est de 12,6 °C et le cumul annuel moyen de précipitations est de 815,9 mm,. Pour l'avenir, les paramètres climatiques de la commune estimés pour 2050 selon différents scénarios d'émission de gaz à effet de serre sont consultables sur un site dédié publié par Météo-France en novembre 2022.

## Urbanisme

### Typologie
Au 1er janvier 2024, La Merlatière est catégorisée commune rurale à habitat dispersé, selon la nouvelle grille communale de densité à sept niveaux définie par l'Insee en 2022.
Elle est située hors unité urbaine. Par ailleurs la commune fait partie de l'aire d'attraction de La Roche-sur-Yon, dont elle est une commune de la couronne,. Cette aire, qui regroupe 45 communes, est catégorisée dans les aires de 50 000 à moins de 200 000 habitants,.

### Occupation des sols
L'occupation des sols de la commune, telle qu'elle ressort de la base de données européenne d’occupation biophysique des sols Corine Land Cover (CLC), est marquée par l'importance des territoires agricoles (91,2 % en 2018), en diminution par rapport à 1990 (93,6 %). La répartition détaillée en 2018 est la suivante : 
terres arables (56,3 %), zones agricoles hétérogènes (33 %), forêts (4,9 %), zones urbanisées (3,8 %), prairies (1,9 %). L'évolution de l’occupation des sols de la commune et de ses infrastructures peut être observée sur les différentes représentations cartographiques du territoire : la carte de Cassini (XVIIIe siècle), la carte d'état-major (1820-1866) et les cartes ou photos aériennes de l'IGN pour la période actuelle (1950 à aujourd'hui).

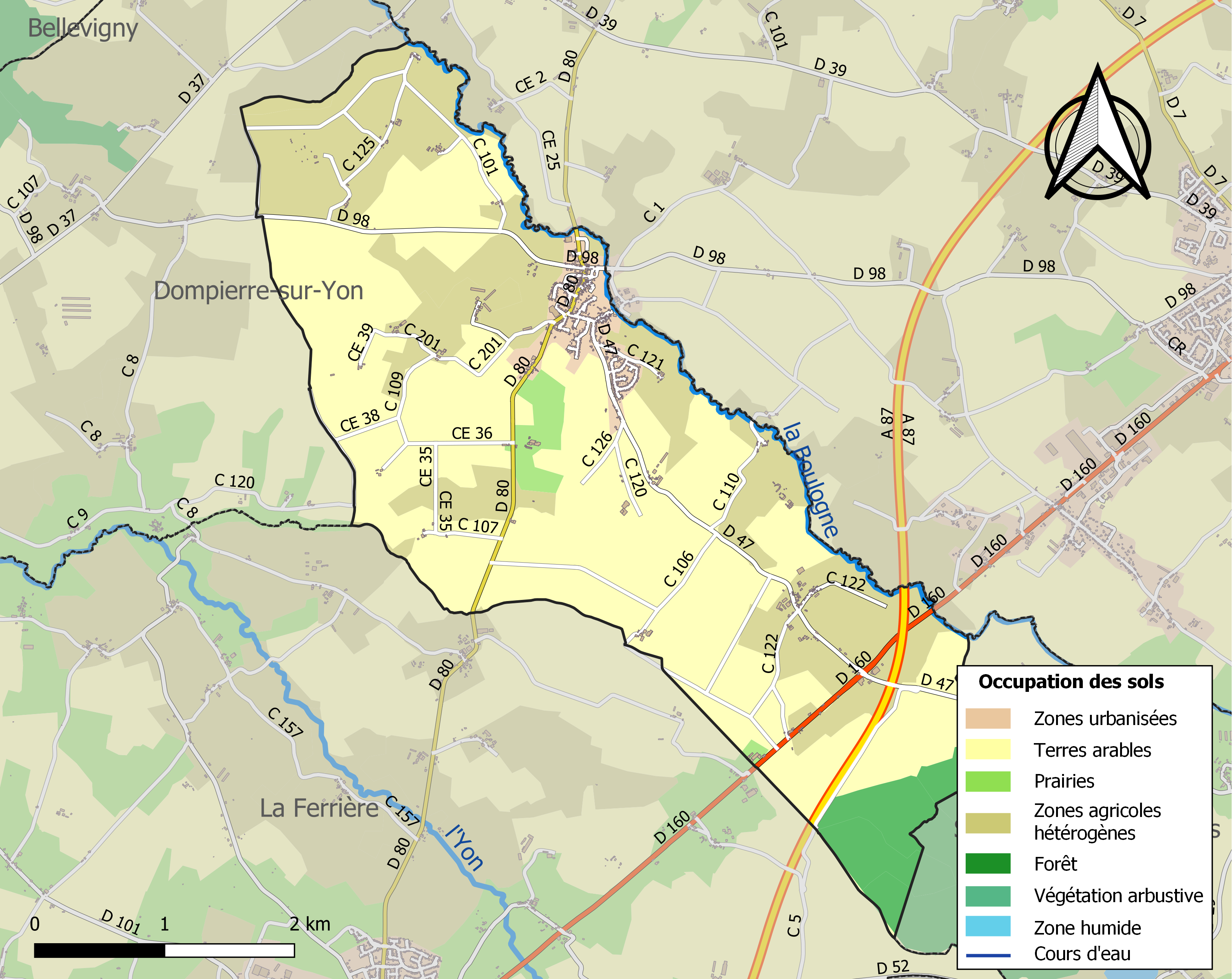
Carte des infrastructures et de l'occupation des sols de la commune en 2018 (CLC).

## Étymologie
Plusieurs hypothèses ont été émises quant à l'étymologie de La Merlatière. Selon Jean-Loïc Le Quellec, ce toponyme est probablement construit sur le patronyme Merlat avec le suffixe ière qui est souvent ajouté à partir du XIIè siècle pour désigner des propriétés ou des demeures : il s'agirait donc d'une ancienne demeure ou propriété de la famille Merlat. En poitevin, la commune se nomme La Mrlatére.

## Histoire
La Merlatière apparaît dans les sources écrites au XIIIe siècle sous le nom de La Mérlatére, Son église Saint-Jean est alors desservie par l'abbaye de Saint-Michel-en-l'Herm. Au XIVe siècle, La Merlatière fait pour l'essentiel partie des seigneuries de la Merlatière, de la Raslière (un village de La Merlatière) et de la Jarrie (Saligny). Appartenant toutes les trois au même seigneur (famille de Rezay) et ayant le même suzerain (le vicomte de Thouars), elles sont unies en 1504 en une seule châtellenie avec droit de haute justice. En ce début du XVIe siècle, les châteaux de la Merlatière et de la Raslière, s'ils ont existé, ont alors disparu. Les seigneurs résidaient à la Jarrie (au moins jusqu'au XVIe siècle), puis aux Gâts (Dompierre-sur-Yon) après que les seigneuries furent acquises par la famille de Guerry de Beauregard au XVIIIe siècle. Pendant la guerre de Vendée (1793-1796), La Merlatière se trouve en plein pays insurgé. Au XIXe siècle, la fabrication de tuiles et de briques constitue une activité importante, la production sortant des quatre fours des tuileries étant recherchée pour sa qualité. En 1861, l'église est entièrement refaite dans un style néo-roman : une nouvelle nef est bâtie à l'avant de laquelle s'élève un clocher-porche. De l'ancienne église il reste le chœur.

## Politique et administration

### Liste des maires
| Période                                  | Période     | Identité         | Étiquette | Qualité   |
| ---------------------------------------- | ----------- | ---------------- | --------- | --------- |
| mars 2001                                | mars 2008   | Daniel Reverseau |           |           |
| mars 2008                                | 25 mai 2020 | Tony Querquis    |           | formateur |
| 25 mai 2020                              | En cours    | Philippe Bely    |           |           |
| Les données manquantes sont à compléter. |             |                  |           |           |

## Population et société

### Démographie

#### Évolution démographique
L'évolution du nombre d'habitants est connue à travers les recensements de la population effectués dans la commune depuis 1800. Pour les communes de moins de 10 000 habitants, une enquête de recensement portant sur toute la population est réalisée tous les cinq ans, les populations de référence des années intermédiaires étant quant à elles estimées par interpolation ou extrapolation. Pour la commune, le premier recensement exhaustif entrant dans le cadre du nouveau dispositif a été réalisé en 2006.

En 2022, la commune comptait 1 010 habitants, en évolution de +2,12 % par rapport à 2016 (Vendée : +5,33 %, France hors Mayotte : +2,11 %).
| 1800 | 1806 | 1821 | 1831 | 1836 | 1841 | 1846 | 1851 | 1856 |
| ---- | ---- | ---- | ---- | ---- | ---- | ---- | ---- | ---- |
| 286  | 393  | 529  | 490  | 559  | 577  | 644  | 659  | 704  |

| 1861 | 1866 | 1872 | 1876 | 1881 | 1886 | 1891 | 1896 | 1901 |
| ---- | ---- | ---- | ---- | ---- | ---- | ---- | ---- | ---- |
| 695  | 752  | 708  | 748  | 780  | 770  | 788  | 789  | 787  |

| 1906 | 1911 | 1921 | 1926 | 1931 | 1936 | 1946 | 1954 | 1962 |
| ---- | ---- | ---- | ---- | ---- | ---- | ---- | ---- | ---- |
| 802  | 772  | 640  | 643  | 683  | 631  | 591  | 548  | 575  |

| 1968 | 1975 | 1982 | 1990 | 1999 | 2006 | 2011 | 2016 | 2021  |
| ---- | ---- | ---- | ---- | ---- | ---- | ---- | ---- | ----- |
| 529  | 513  | 597  | 603  | 646  | 711  | 974  | 989  | 1 011 |

| 2022  | - | - | - | - | - | - | - | - |
| ----- | - | - | - | - | - | - | - | - |
| 1 010 | - | - | - | - | - | - | - | - |

#### Pyramide des âges
En 2018, le taux de personnes d'un âge inférieur à 30 ans s'élève à 40,5 %, soit au-dessus de la moyenne départementale (31,6 %). À l'inverse, le taux de personnes d'âge supérieur à 60 ans est de 14,3 % la même année, alors qu'il est de 31,0 % au niveau départemental.
En 2018, la commune comptait 517 hommes pour 489 femmes, soit un taux de 51,39 % d'hommes, largement supérieur au taux départemental (48,84 %).
Les pyramides des âges de la commune et du département s'établissent comme suit.
| Hommes | Classe d’âge | Femmes |
| ------ | ------------ | ------ |
| 0,2    | 90 ou +      | 0,6    |
| 4,1    | 75-89 ans    | 5,7    |
| 9,4    | 60-74 ans    | 8,6    |
| 18,0   | 45-59 ans    | 16,7   |
| 27,4   | 30-44 ans    | 28,1   |
| 14,1   | 15-29 ans    | 15,0   |
| 26,8   | 0-14 ans     | 25,2   |

| Hommes | Classe d’âge | Femmes |
| ------ | ------------ | ------ |
| 0,8    | 90 ou +      | 2,2    |
| 8,7    | 75-89 ans    | 11,1   |
| 20,3   | 60-74 ans    | 21,3   |
| 20     | 45-59 ans    | 19,4   |
| 17,5   | 30-44 ans    | 16,8   |
| 15     | 15-29 ans    | 13,2   |
| 17,7   | 0-14 ans     | 16,1   |

## Lieux et monuments
L'église Saint-Jean-Baptiste date du XIIe siècle, avec des éléments plus récents des XIIIe et XIXe siècles[réf. nécessaire]. Dans son mobilier, plusieurs éléments sont classés, dont le retable et le dais d'autel en bois, de 1777, un christ en croix exceptionnel du XVIe siècle, relégué dans la sacristie, et la cloche qui date de 1772.
- Château de Bois Potuyau du XIXe siècle[réf. nécessaire]

## Personnalités liées à la commune
- André Jaud (1935-), entrepreneur.

## Sources